# William Sheppard

The touch-stone of common assurances, 1791 (Fondazione Mansutti, Milano).

William Sheppard (1595 – 1674) è stato un giurista britannico.

## Biografia
Fu incaricato da Oliver Cromwell di preparare un programma di riforma per il diritto britannico, pubblicato nel 1656 come England's balme, con l'obiettivo di razionalizzare il sistema giudiziario, in particolare i processi e l'uso della pena capitale, abolendo anche il carcere per i debitori insolventi. L'opera più importante di Sheppard è The touch-stone of common assurances dedicato alle garanzie reali e alle proprietà. Il saggio godette di ampia diffusione, con oltre novanta riedizioni.